# Dougald Lamont
Dougald Lamont, né le 23 avril 1969) à Winnipeg, est un homme politique manitobain (Canada). 
Élu chef du Parti libéral du Manitoba en octobre 2017, il devient député à l'Assemblée législative du Manitoba, représentant la circonscription de Saint-Boniface, lors d'une élection partielle tenue le 17 juillet 2018.

## Biographie
Dougald Lamont est titulaire d'un baccalauréat et d'une maîtrise en littérature anglaise de l'Université du Manitoba. Il est vice-président de l'Association des étudiants diplômés et membre du Conseil des gouverneurs de l'Université. Il travaille également comme chargé de cours en relations d'affaires à l'Université de Winnipeg. Anglophone, il apprend le français et est bilingue.
Membre du Parti libéral du Manitoba, il est candidat une première fois à un poste de député à l'Assemblée législative du Manitoba à l'occasion de l'élection provinciale de 2003. Déjà candidat dans Saint-Boniface, il termine deuxième, largement distancé par le ministre des Finances néodémocrate et futur premier ministre et leader du NPD Greg Selinger.
En 2013, il est candidat à la chefferie de la direction du Parti libéral du Manitoba et perd en finale face à Rana Bokhari.
Il travaille comme conseiller auprès Jon Gerrard, Sharon Carstairs, MaryAnn Mihychuk, Robert-Falcon Ouellette (en), et John Orlikow, conseiller municipal de Winnipeg. En 2014, il est co-président de la campagne de Robert-Falcon Ouellette pour la mairie de Winnipeg, puis son directeur de communication lors de la victoire de ce dernier comme candidat libéral dans Winnipeg-Centre aux élections fédérales canadiennes de 2015.
À la suite de la démission du chef du Parti libéral du Manitoba, qui n'a plus que trois députés et plus le statut de parti officiel, Lamont retente sa chance et annonce sa candidature à la direction. Le 21 octobre 2017, il est élu par 296 voix contre 288 à la députée Cindy Lamoureux (en), après avoir éliminé le député Jon Gerrard au premier tour. Son élection est une relative surprise pour les observateurs.
Le 17 juillet 2018, il se présente à nouveau dans Saint-Boniface, une partielle étant déclenchée à la suite de la démission de Greg Selinger. Il remporte son pari et est élu, lui permettant dans le même temps d'entrer à l'Assemblée législative et d'obtenir le statut officiel pour son parti, le seuil étant de quatre députés.
Lamont mène les libéraux du Manitoba lors des élections provinciales de 2019 où son parti remporte trois sièges et où il est lui-mème réélu.

## Résultats électoraux
| Élections générales manitobaines de 2023                                                     | Élections générales manitobaines de 2023 | Élections générales manitobaines de 2023 | Élections générales manitobaines de 2023 |
| Candidat                                                                                     | Candidat                                 | Parti                                    | % des voix                               |
| -------------------------------------------------------------------------------------------- | ---------------------------------------- | ---------------------------------------- | ---------------------------------------- |
|                                                                                              | Robert Loiselle                          | NPD                                      |                                          |
|                                                                                              | Dougald Lamont                           | PLM                                      |                                          |
|                                                                                              | Kiratveer Hayer                          | PPCM                                     |                                          |
| Le taux de participation lors de l'élection était de --- % et --- bulletins ont été rejetés. |                                          |                                          |                                          |

| Élection partielle de 2018 à la suite de la démission de Greg Selinger                        | Élection partielle de 2018 à la suite de la démission de Greg Selinger | Élection partielle de 2018 à la suite de la démission de Greg Selinger | Élection partielle de 2018 à la suite de la démission de Greg Selinger |
| Candidat                                                                                      | Candidat                                                               | Parti                                                                  | % des voix                                                             |
| --------------------------------------------------------------------------------------------- | ---------------------------------------------------------------------- | ---------------------------------------------------------------------- | ---------------------------------------------------------------------- |
|                                                                                               | Dougald Lamont                                                         | PLM                                                                    | 42,03 % (2625)                                                         |
|                                                                                               | Blandine Tona                                                          | NPD                                                                    | 28,34 % (1770)                                                         |
|                                                                                               | Francoise Therrien Vrignon                                             | Vert                                                                   | 16,28 % (1017)                                                         |
|                                                                                               | Mamadou Ka                                                             | PPCM                                                                   | 13,35 % (834)                                                          |
| Le taux de participation lors de l'élection était de 48,38 % et 24 bulletins ont été rejetés. |                                                                        |                                                                        |                                                                        |

| Élection générale manitobaine de 2003                                                         | Élection générale manitobaine de 2003 | Élection générale manitobaine de 2003 | Élection générale manitobaine de 2003 |
| Candidat                                                                                      | Candidat                              | Parti                                 | % des voix                            |
| --------------------------------------------------------------------------------------------- | ------------------------------------- | ------------------------------------- | ------------------------------------- |
|                                                                                               | Greg Selinger (x)                     | NPD                                   | 74,34 % (4904)                        |
|                                                                                               | Dougald Lamont                        | PLM                                   | 14,43 % (952)                         |
|                                                                                               | Dan Zahari                            | PPCM                                  | 11,23 % (741)                         |
| Le taux de participation lors de l'élection était de 52,19 % et 38 bulletins ont été rejetés. |                                       |                                       |                                       |